# Giambattista Cescutti
Giambattista Cescutti, né le 13 juin 1939 à Udine en Italie et mort dans la même ville le 20 octobre 2023, est un joueur et entraîneur italien de basket-ball.

## Palmarès
- Coupe intercontinentale 1966
- Coupe des coupes 1967
- Champion d'Italie 1959, 1964